# Henri Gutton
Pour les articles homonymes, voir Gutton.
Ne doit pas être confondu avec Henry Gutton.
Henri Gutton, né le 24 octobre 1851 à Passy et mort le 12 janvier 1933 à Nancy, est un ingénieur et architecte français, notamment l'auteur d'édifices de style art nouveau.

## Biographie
Henri Marie Pierre Gutton est le fils d'André Barthélémy Gutton, ingénieur architecte né en 1822, et de Thérèse Laville. 
Après avoir été élève au lycée de Nancy, il est formé à l'École polytechnique de Paris, puis à l'École d'application de Fontainebleau dont il démissionne en 1975, et enfin à l’École nationale supérieure des beaux-arts de Paris.  
Il installe son agence à Nancy, au 42 rue Gambetta, en 1876,. L'année suivante, il épouse Marie-Laure Jacquot à Baccarat. Son intérêt pour le développement urbain, en particulier de l'habitat social, le rapproche du mouvement rationaliste et de l'École de Nancy. Il est membre du comité directeur du mouvement en 1901. Dans le style art nouveau, il réalise notamment la graineterie Genin-Louis en 1901 et le parc de Saurupt avec Joseph Hornecker, son associé de 1903 à 1905.  
Il est le secrétaire archiviste de la Société régionale des architectes de l'est de la France (SRAEF) en 1894-1895. 
Henri Gutton quitte l'architecture en 1907 et travaille en temps qu'ingénieur à l'amélioration des transports dans les Vosges et en Meurthe-et-Moselle. Il est ainsi l'ingénieur du tramway électrique de la Schlucht et du Hohneck (1907)  et le créateur de la société des Tramways suburbains qui desservent la banlieue de Nancy (1908). Fondateur en 1903 du Syndicat d'initiative des Vosges et de Nancy qui a son siège à Nancy et tient ses réunions générales à Épinal, Henri Gutton en est le président de 1907 à 1911. 
Henri Gutton est par ailleurs conseiller municipal à Nancy où il remplace son frère Georges, avocat, en 1888.  

### Famille
Henri Gutton est l'oncle de l'architecte Henry Gutton avec qui il a collaboré, et le grand oncle de l'architecte André Gutton, fils du précédent.

## Son œuvre
- L'Immeuble Génin-Louis rue Bénit à Nancy
- Maison "école de Nancy" située dans la ville de Frouard, construite en 1903 (en collaboration avec Joseph Hornecker), pour le directeur de la compagnie générale électrique.
- Maison Geschwindenhamer quai de la Bataille à Nancy (en collaboration avec Joseph Hornecker)
- Hôtel particulier de Paul Luc, 27 rue de Malzéville, réalisé en collaboration avec Joseph Hornecker en 1905-1906 et détruit en 1968[3]
- Villa Marguerite 3 rue du Colonel-Renard à Nancy, construite en 1907 en collaboration avec Joseph Hornecker[5].

quelques édifices réalisés par Henri Gutton
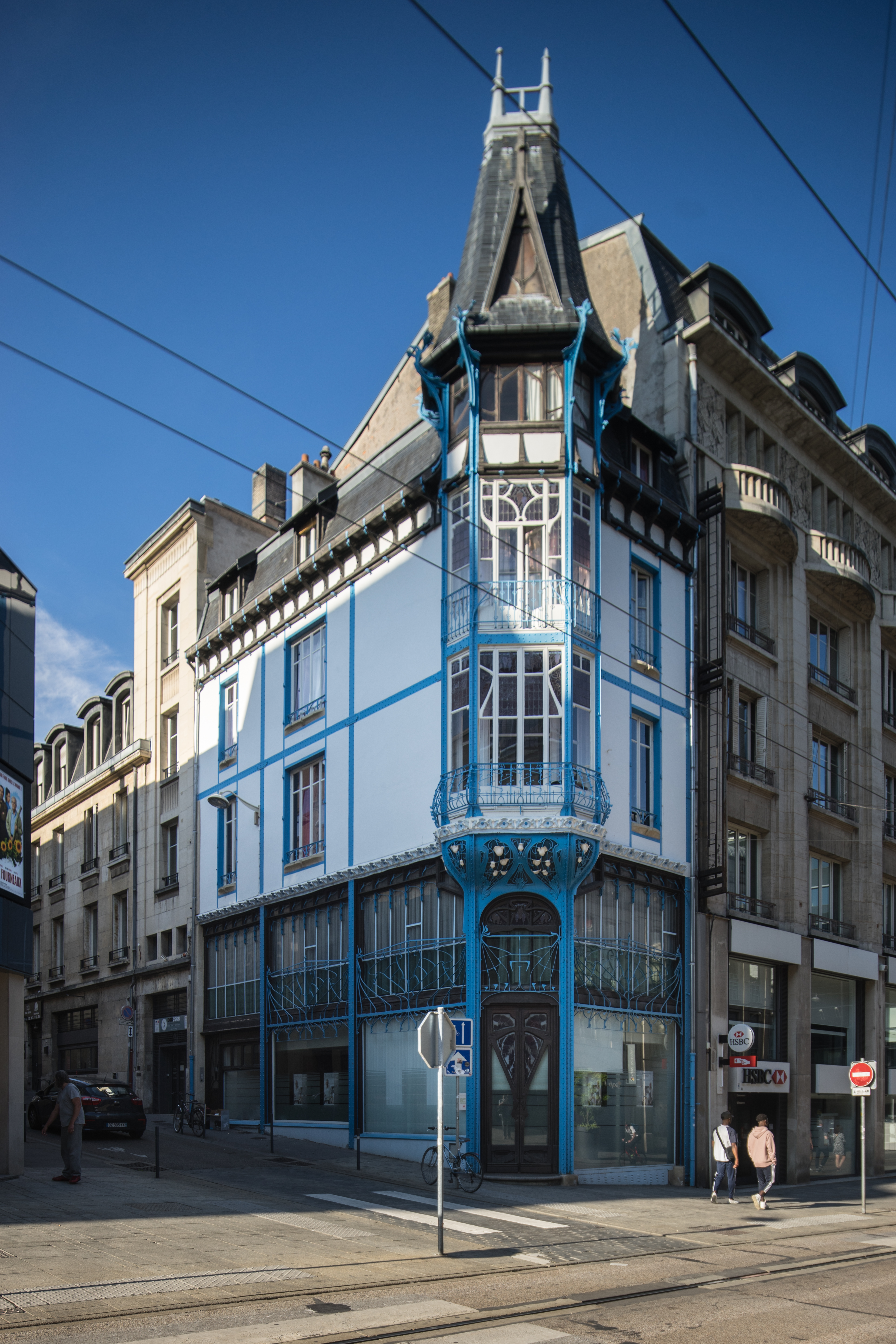
immeuble Génin-Louis en 2018
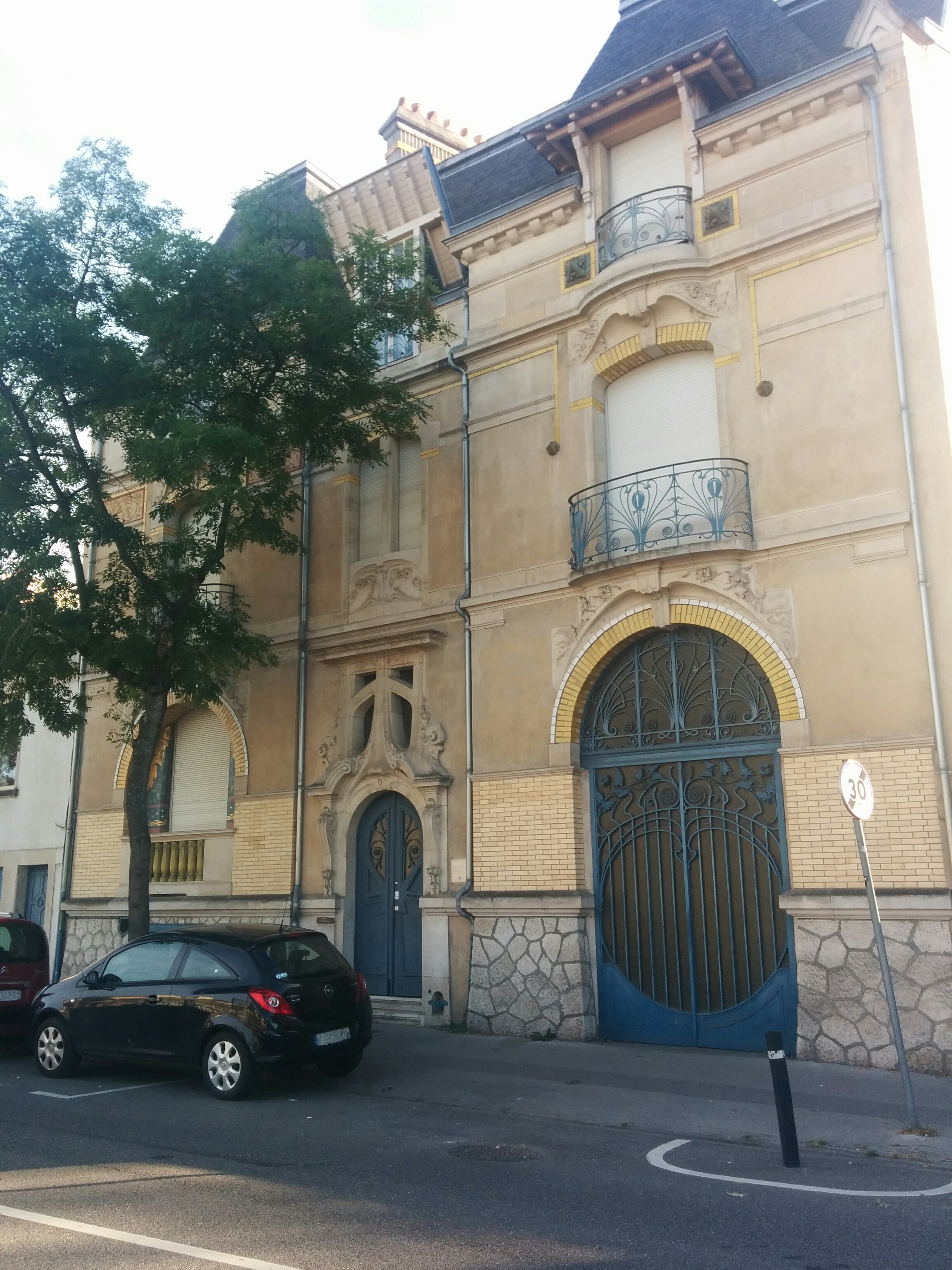
maison Geschwindenhamer
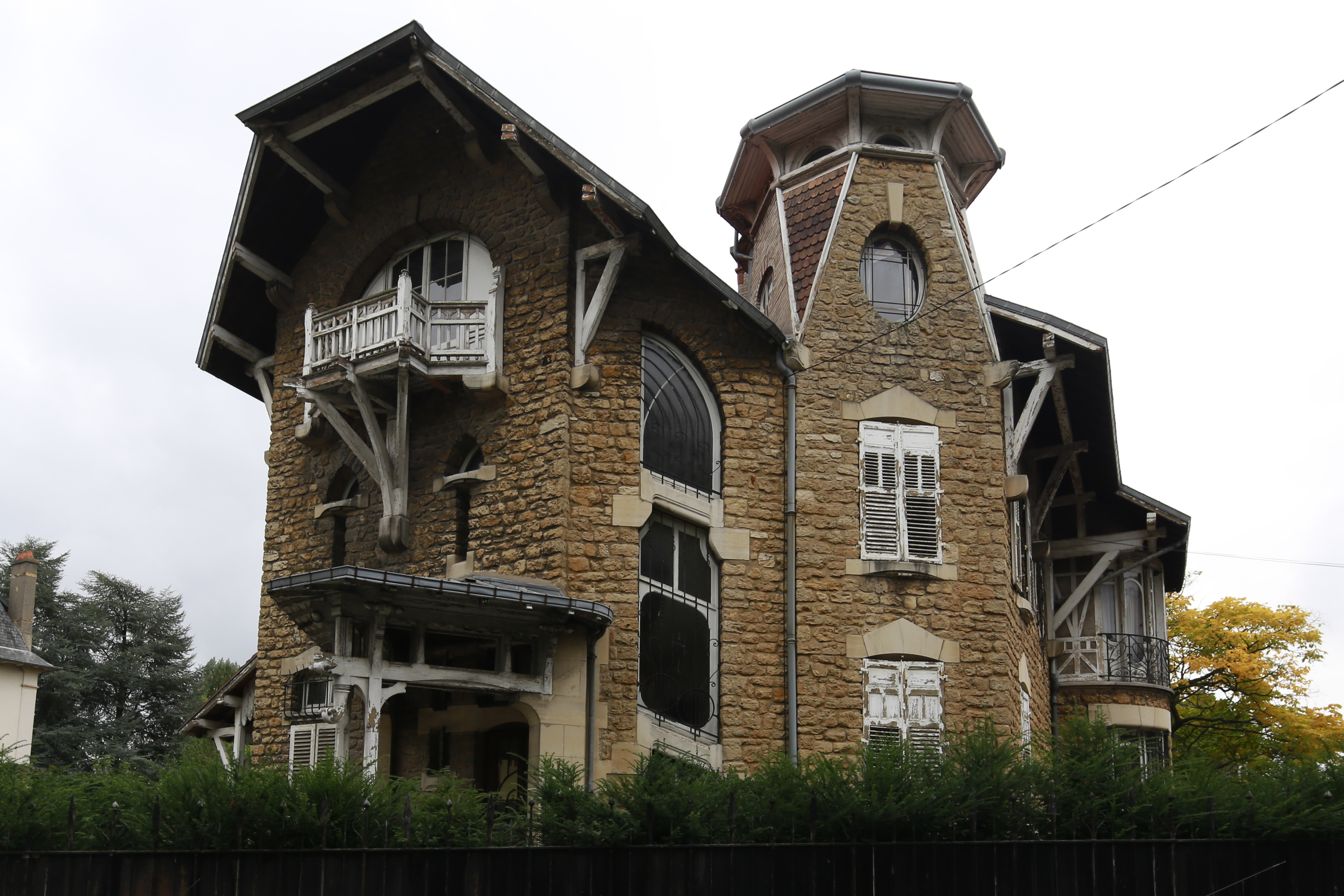
villa Marguerite